# Орден Онтаріо
Орден Онтаріо (англ. Order of Ontario, фр. Ordre de l'Ontario) — найпрестижніша офіційна нагорода в канадській провінції Онтаріо. Заснований у 1986 році лейтенант-губернатором Лінкольном Александером за порадою Кабінету Міністрів під керівництвом прем'єр-міністра Девіда Петерсона, цивільний орден керується Радою лейтенант-губернатора і призначений для вшанування нинішніх або колишніх жителів Онтаріо за помітні досягнення в будь-якій сфері.

## Структура і присвоєння
Орден Онтаріо призначений для вшанування будь-кого з теперішніх або колишніх мешканців Онтаріо, що продемонстрували високий рівень індивідуальної досконалості та досягнень у будь-якій сфері та показали себе «з найкращого боку в турботливому та різноманітному суспільстві Онтаріо та [чиє] життя принесло користь суспільству в Онтаріо та в інших місцях». Громадянство Канади не є обов'язковою умовою, при чому обрані або призначені члени органів вдади не мають права на участь, доки вони займають посаду. Немає обмежень щодо того, скількох осіб можна нагородити одночасно, хоча середня кількість нових нагороджених становить 24 на рік.
Процес пошуку достойних кандидатів починається з подання пропозицій від громадськості до Секретаріату відзнак і нагород Онтаріо, який складається з головного судді Онтаріо (який є головою), спікера Законодавчої асамблеї, секретаря кабінету та до шести кавалерів Ордена Онтаріо. Потім цей комітет збирається один-два рази на рік, щоб надати свої вибрані рекомендації Кабінету міністрів і співпрацює з цим органом, звужуючи список потенційних призначених осіб до списку, який буде представлений вице-губернатору. Оскільки нагорода Орденом Онтаріо частково ґрунтується на рекомендаціях міністрів, протоколи таких розглядів публічно не розголошуються, як це було підтверджено в судовому розгляді, проведеному в 2002 році особою, яку помилково повідомили, що вона була представлена до ордену. Посмертні номінації не приймаються, хоча особа, яка померла після того, як її чи його ім'я було подано до Секретаріату відзнак і нагород, все ще може бути нагороджена Орденом Онтаріо. Лейтенант-губернатор, за посадою член і канцлер Ордену Онтаріо , потім робить усі призначення в єдиний клас членства товариства наказом у Раді, який носить віце-королівську інструкцію; після цього нові члени мають право використовувати післяіменні літери OOnt.

## Знаки розрізнення
При нагородженні орденом Онтаріо новим членам вручають відзнаки ордена. Головний значок складається із золотого медальйону у вигляді стилізованого трилисника, офіційної провінційної квітки. Аверс — біла емаль із золотою облямівкою, у центрі якої зображено герб Онтаріо, увінчаний короною Святого Едуарда, що символізує роль канадського монарха як джерела честі. На реверсі вигравійоване ім’я особи разом із датою його чи її нагородження. Орденська стрічка має вертикальні смуги червоного, зеленого, білого та золотого кольорів, які відображають кольори у провінційному гербі. Знак розрізнення носить підвішеним до цієї стрічки на комірі; жінки можуть носити свої на банті зі стрічкою на грудях на лівій стороні. Учасники також отримують два зменшені значки, які можна носити під час менш офіційних заходів, і офіційний сертифікат.
Щоб відзначити 30-ту річницю першого введення ордена Онтаріо, нашийник із відзнакою ордена та символами Канади та Онтаріо був представлений для використання лейтенантом-губернатором як канцлером Ордена Онтаріо.

## Зовнішні посилання
- Офіційний сайт

| Прапор Канади | Це незавершена стаття про Канаду. Ви можете допомогти проєкту, виправивши або дописавши її. |